# 混合动力电动载具

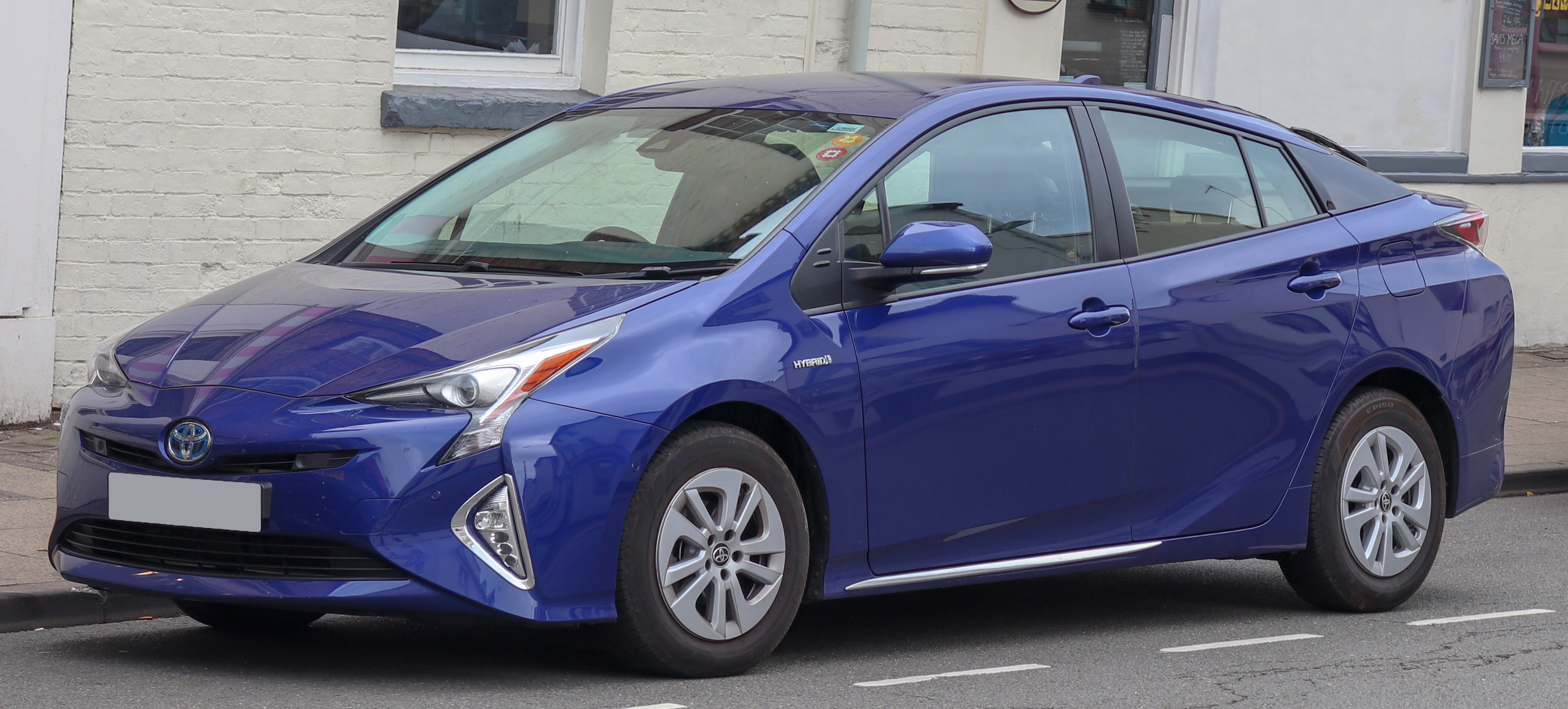
丰田普锐斯是世界上最畅销的混合动力汽车，截止到2017年1月，全球累计销量近4百萬輛。

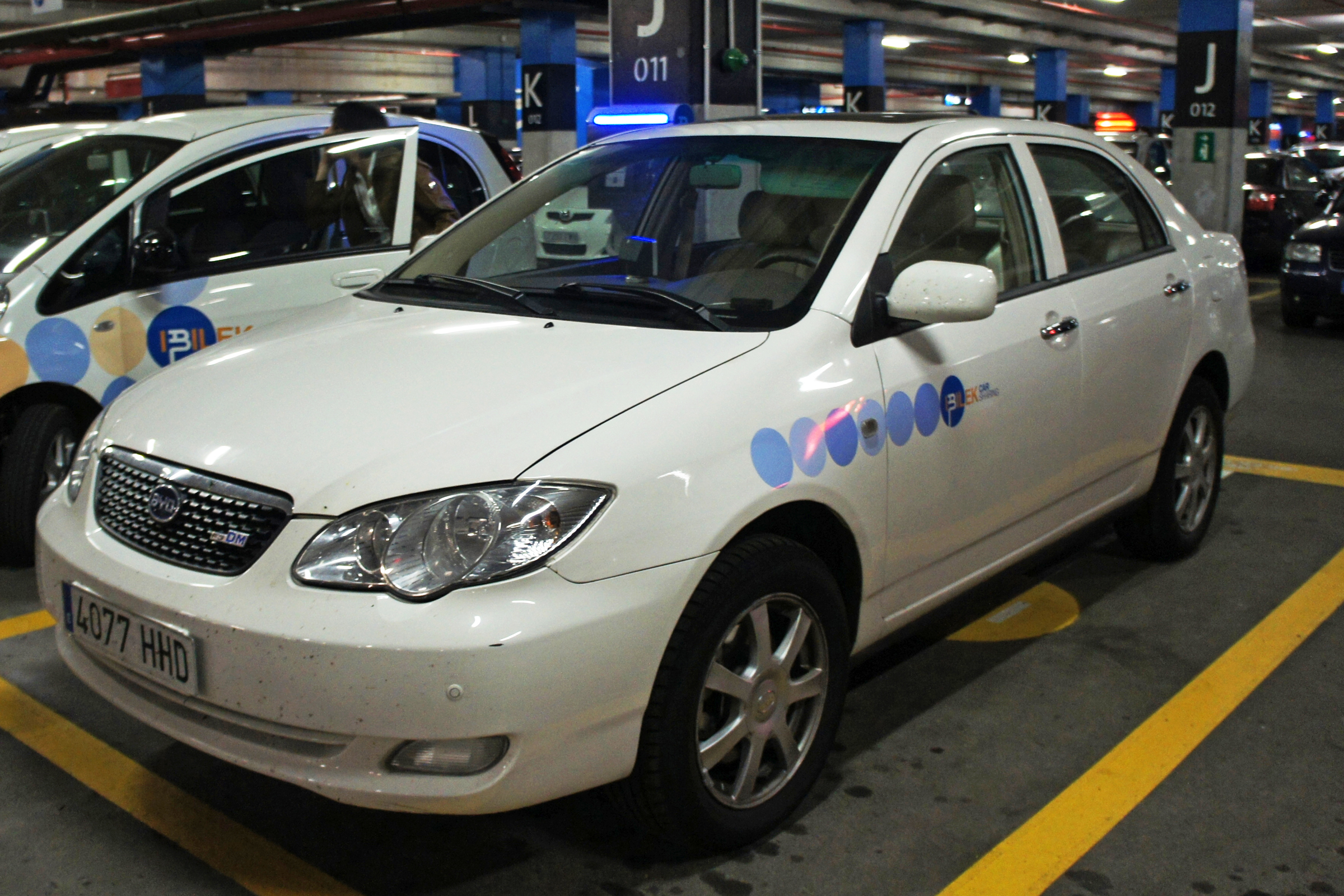
比亚迪F3DM是世界上第一款批量生产的插入式混合动力电动车

混合动力电动載具（英語：hybrid electric vehicle，簡稱HEV）也称油电混动车或油混车，是一种將传统的内燃机（汽油发动机或柴油发动机）与电动机结合在一起成为联合驱动系统的混合动力车辆，其中能够直接通过插入电缆从电网中获取电能为动力电池充电的称为插电式混合动力车。相比于传统的汽油/柴油内燃机汽车，油电混动车因能够利用电驱天生更优越的能量转换效率和低速扭矩输出，可擁有比传统的内燃机车辆更好的燃油经济性和同排量下更好的加速性能，而插电混动车辆更是可以在短程内做到完全无油耗、无排放的纯电驾驶。除了民用的道路車輛外，战斗车辆、铁路、船隻與飛機也都存在混合動力電動驅動的產品。
现代的混合动力汽车通常使用提高效率的技术，例如用电动发电机将车辆运行的动能部分回收的再生制动，被回收的动能被转化成电能存储在电动车电池或超级电容中；某些混合动力載具使用内燃机来驱动发电机，为车辆的电池充电或直接为电动机提供动力，这种组合称为增程器；许多混合动力載具通过在怠速时关闭发动机省油并在需要移动时重新启动发动机来減少怠速排放，这就是所谓怠速熄火系統。与同等大小的汽油載具相比，混合动力載具产生的尾气排放更少，因为混合动力汽车的汽油发动机通常比传统油车的排气量要小。 
斐迪南·保時捷在1901年开发了Lohner-Porsche，它被視為全球第一輛混合動力汽車。但是直到1997年丰田普锐斯在日本发布以及1999年的本田洞察者發佈，混合动力汽车才开始广泛使用。最初，由于汽油价格低廉，混合动力似乎並不必要。但全球石油价格上涨导致许多汽车制造商在2000年代末開始发布了混合动力车。

## 另見
- 2005年能源政策法
- 插电式混合动力车辆
- 插电式电动车

## 備註
1. ↑  . HybridCars.com. 2006-03-27  [2010-03-21]. （原始内容存档于2009-02-08）.
2. ↑  Matt Lake. . The New York Times. 2001-11-08  [2010-03-22]. （原始内容存档于2019-12-13）.
3. ↑  Elizabeth Lowery. . The Futurist. 2007-07-01  [2010-03-21].
4. ↑  Dale Buss and Michelle Krebs. . Edmunds Auto Observer. 2008-06-03  [2010-03-21]. （原始内容存档于2011-07-07）.